# Ruta Estatal de Alabama 20
La Ruta Estatal de Alabama 20, y abreviada SR 20 (en inglés: Alabama State Route 20) es una carretera estatal estadounidense ubicada en el estado de Alabama. La carretera inicia en el Oeste desde la TN 69  en la línea estatal con Tennessee cerca de Florence, Alabama sigue en sentido sureste hasta finalizar en la Interestatal 65 en Mooresville, Alabama. La carretera tiene una longitud de 134 km (84 mi).

## Mantenimiento
Al igual que las autopistas interestatales, y las rutas federales y el resto de carreteras estatales, la Ruta Estatal de Alabama 20 es administrada y mantenida por el Departamento de Transporte de Alabama por sus siglas en inglés ALDOT.

## Cruces
La Ruta Estatal de Alabama 20 es atravesada principalmente por los siguientes cruces:
- Natchez Pkw en Florence
- US 43/US 72 en Florence
- US 72 en Muscle Shoals
- AL 67     en Decatur
- US 31 en Decatur